# Інтерсіті+
Інтерсíті+ (ІС+), (англ. InterCity) — за класифікацією Міністерства інфраструктури України, що є чинною з 2011 року, — денний швидкісний поїзд, що курсує у прямому сполученні.

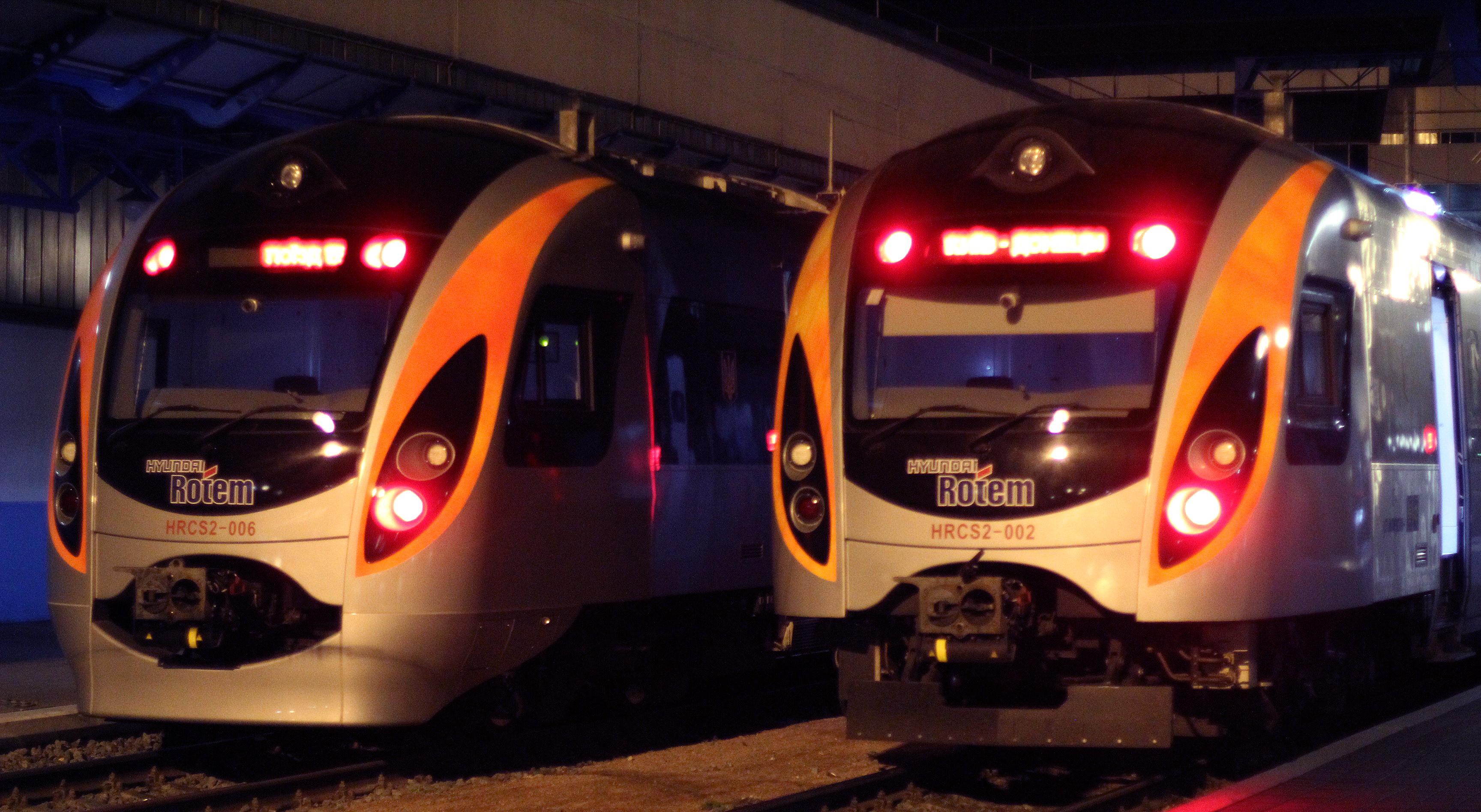
Hyundai Rotem HRCS2

Як рухомий склад використовується моторвагонний рухомий склад, що комплектується вагонами для сидіння 1-го та 2-го класів. «Плюс» означає, що в поїздах пасажири зможуть отримати низку додаткових послуг. Зазвичай всі рейси IC+ виконуються електропоїздами HRCS2.

## Основні характеристики

### Вимоги

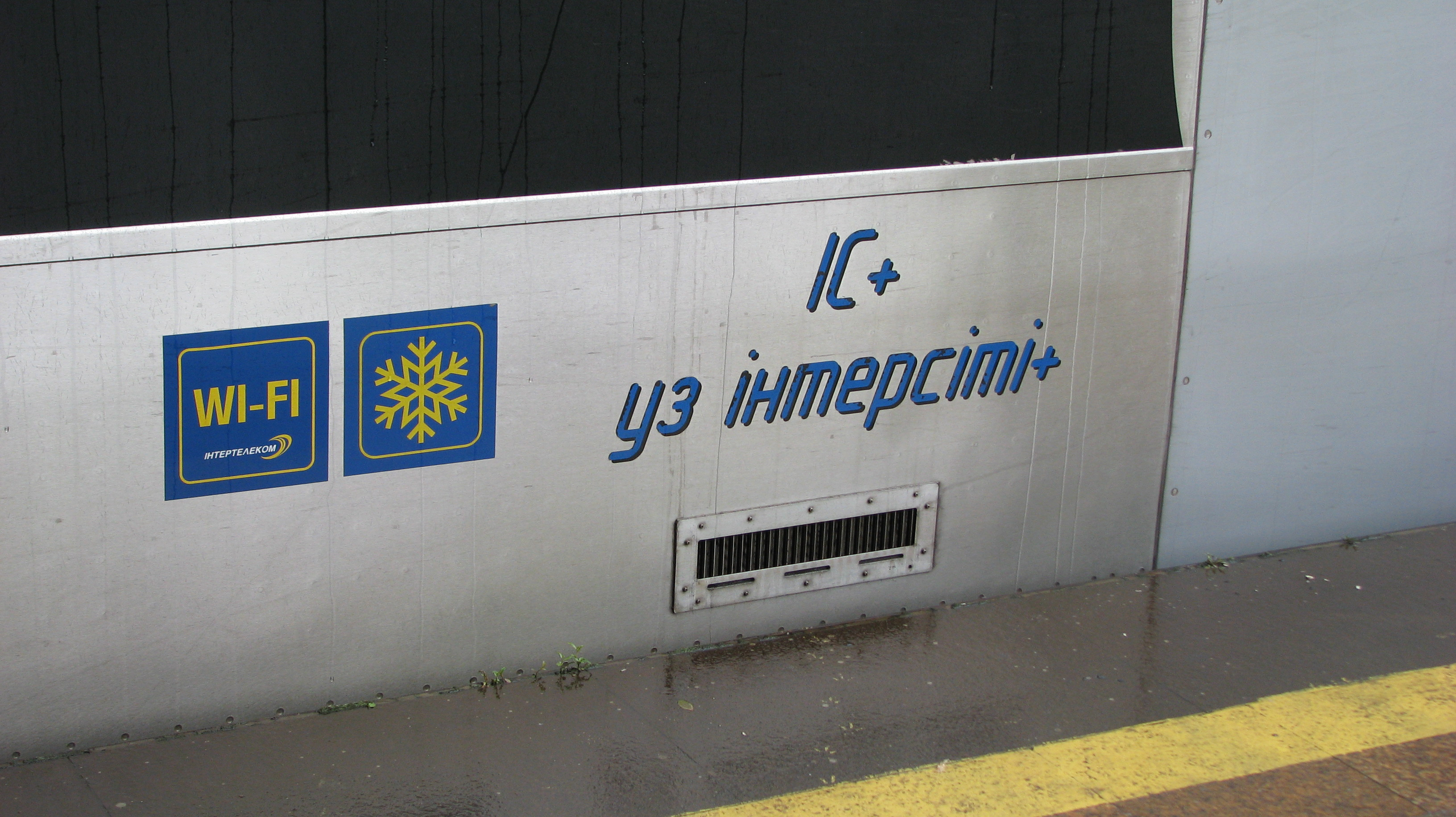
Логотип швидкісного поїзда «Інтерсіті+»

- маршрутна швидкість 90 км/год і більше при допустимій швидкості до 200 км/год;
- вагони з місцями для сидіння 1-го та 2-го класу;
- поїзд повинен мати індивідуальну емблему (символіку) та однотипне оформлення складу;
- на вагони, які включені до складу потяга, у визначених місцях нанесені піктограми для ідентифікації пасажирами типу поїзда, категорії вагона та послуг, які надаються.

### Піктограмами позначаються
- місця для сидіння та клас вагона;
- місця для пасажирів з дітьми;
- заборона паління;
- вагон-бар;
- кондиціювання повітря;
- вагон з місцями для перевезення велосипедів;
- вагон з купе для перевезення пасажирів з інвалідністю;
- вагон з наданням послуг Wi-Fi-інтернету.

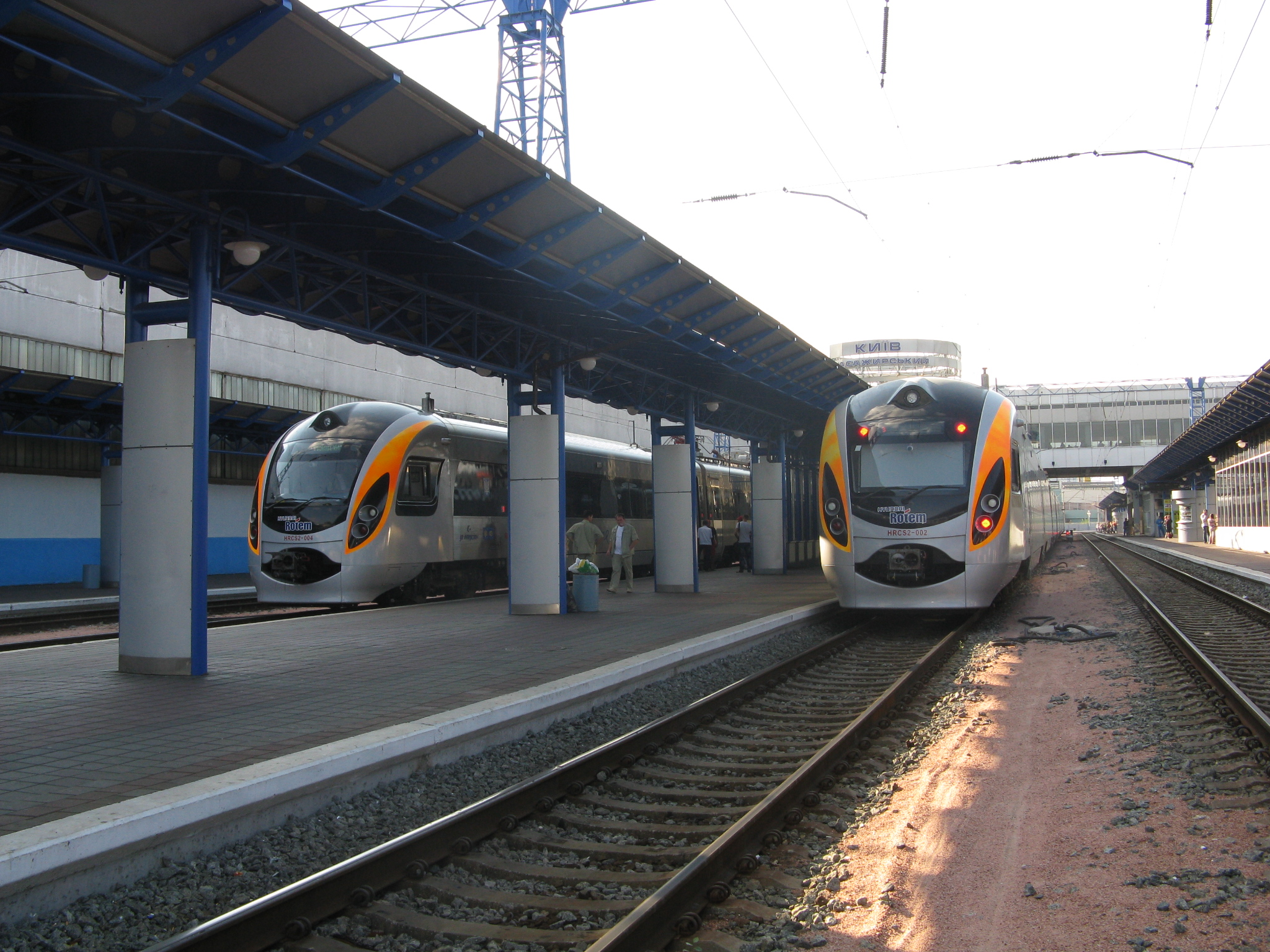
HRCS2-002 та HRCS2-004 на станції Київ-Пасажирський
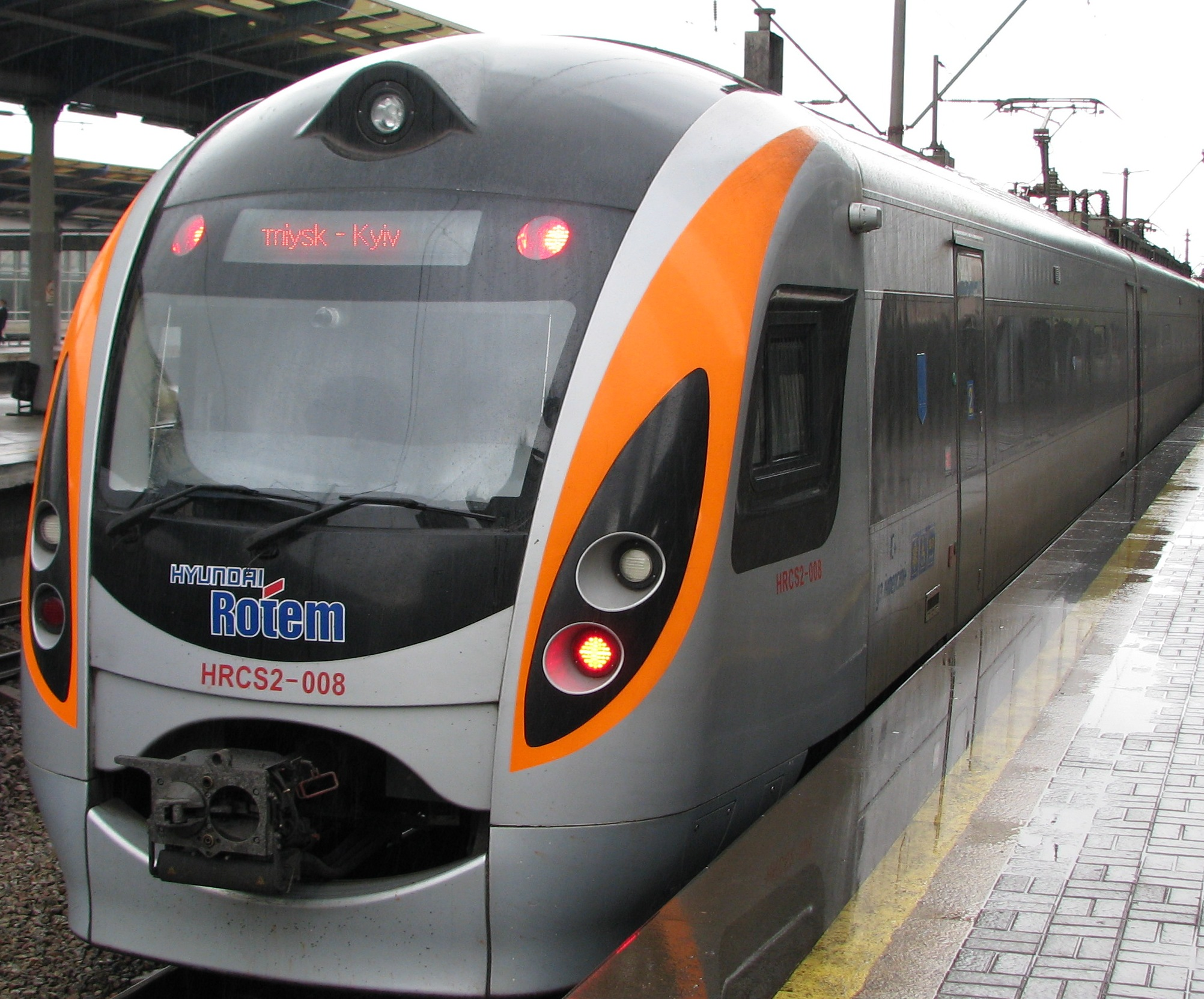
Швидкісний електропоїзд «Інтерсіті+» на станції Дарниця
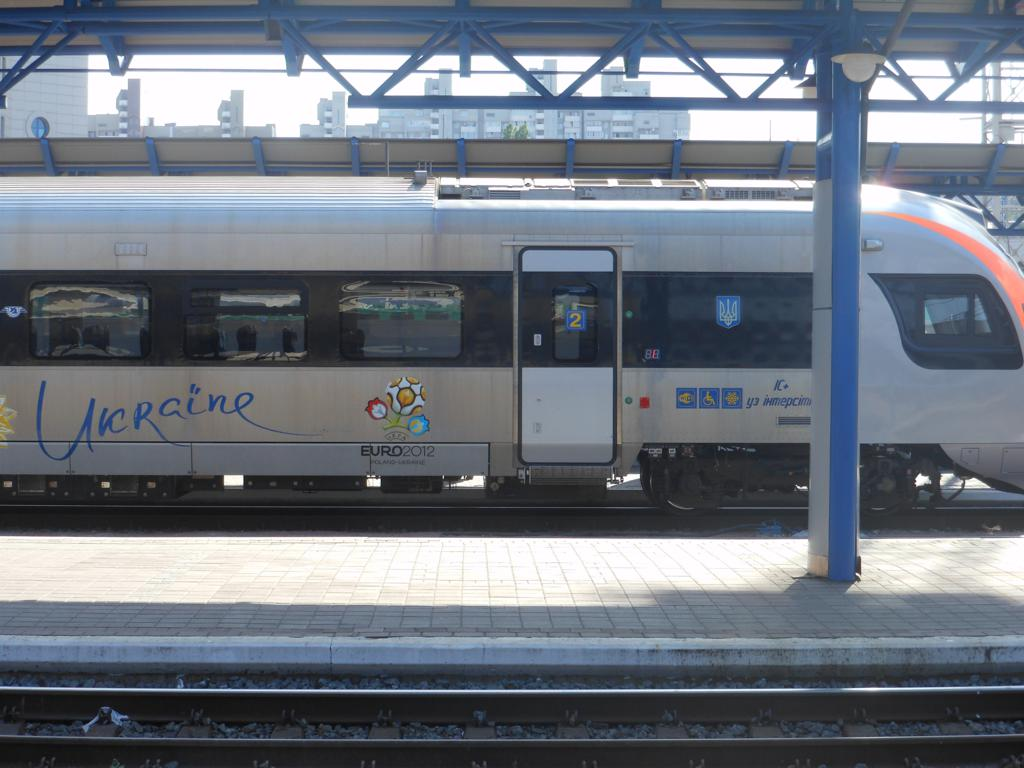
Швидкісний поїзд HRCS2 у Києві

В компанії Укрзалізниця діють «Правила перевезення пасажирів, багажу, вантажобагажу та пошти залізничним транспортом України», затверджені наказом Міністерства транспорту та зв'язку України від 27.12.2006 № 1196. У змінах до Правил прописано обов’язки провідників/стюардів швидкісних пасажирських поїздів.

## Пасажирське сполучення

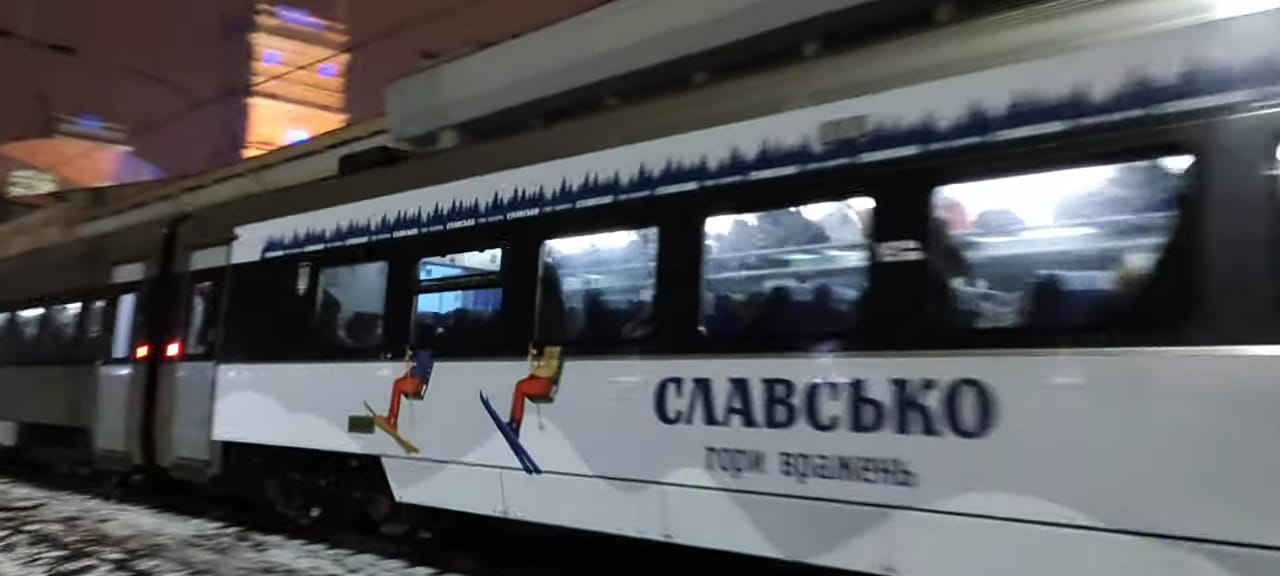
«Бойківський експрес»

Станом на березень 2024 року Укрзалізницею призначені наступні поїзди категорії «Інтерсіті+»:
| №       | Маршрут сполучення       | Періодичність курсування                                                                                 |
| ------- | ------------------------ | --- |
| 705/706 | Київ — Львів — Перемишль | Щоденно                                                                                                  |
| 712/711 | Київ — Краматорськ       | Щоденно                                                                                                  |
| 715/716 | Київ — Славське          | Призначається в зимовий період, курсує під назвою «Бойківський експрес»                                  |
| 720/719 | Київ — Харків            | Щоденно                                                                                                  |
| 722/721 | Київ — Харків            | Щоденно                                                                                                  |
| 724/723 | Київ — Харків            | Щоденно                                                                                                  |
| 726/725 | Київ — Харків            | Щоденно                                                                                                  |
| 728/727 | Київ — Харків            | За вказівкою                                                                                             |
| 732/731 | Київ — Запоріжжя         | Щоденно                                                                                                  |
| 734/733 | Київ — Дніпро            | Щоденно                                                                                                  |
| 743/744 | Дарниця — Львів          | Щоденно                                                                                                  |
| 747/748 | Київ — Тернопіль         | З 21 січня 2022 року щоденно, обслуговується поїздом EJ 675. За вказівкою призначається до станції Львів |
| 761/762 | Київ — Одеса             | З 9 липня 2024 року по непарним числам                                                                   |
| 763/764 | Київ — Одеса             | Тимчасово не курсує з 24 лютого 2022 року                                                                |

З 13 травня 2022 року в усіх швидкісних поїздах «Інтерсіті+» відновлено замовлення їжі, напоїв та снеків на борту поїздів. Пасажири мають можливість придбати під час поїздки хот-доги, сендвічі, каву, чай та десерти. 2 гривні від вартості кожного гарячого напою на борту поїзда спрямовані на лікування дітей, які постраждали внаслідок збройної агресії росії проти України. Пасажири мають можливість долучитися до соціальної ініціативи, яку «Укрзалізниця» реалізує спільно з фуд-партнером «WOG Cafe» та благодійним фондом «Твоя Опора» з 13 травня по 31 серпня 2022 року. Отримані кошти фондом розподіляться на допомогу дітям у 67 лікарнях 20-ти областей України, а також підопічним дитячих будинків у містах, що потерпають від російської агресії.
1 червня 2022 року, вперше після початку російського вторгнення в Україну, в поїздах «Інтерсіті+» знову запрацював дитячий кінотеатр, який був запущений буквально за два дні до початку війни, і поїзд з кінотеатром встиг зробити лише один рейс. Після цього почалась велика евакуація, і кінотеатр довелось демонтувати, аби дати більше місць для пасажирів, що евакуюються. На дев'яносто восьму добу спротиву України російській агресії, функціонування кінотеатру відновлено. Поїзди «Інтерсіті+» з дитячим кінотеатром курсують з Києва до Вінниці та Чернігова, а доступ до кінотеатру мають всі маленькі пасажири, незалежно від класу місць.

## Програма лояльності
Вартість квитків на поїзд змінюється в залежності від кількості днів до дати відправлення. Для пасажирів, які часто подорожують поїздами Україною та купують квитки через інтернет, можуть економити — діє спеціальна система бонусів. Для цього достатньо зареєструватись на сайті компанії «УЗШК». Так, на попередньо придбаний квиток на поїзди категорії «Інтерсіті» та «Інтерсіті+» діє знижка до 40 %, оскільки за кілька діб до дати відправлення квитки коштують дорожче.
На сайті компанії зазначається, що знижка діє для подорожей у внутрішньому сполученні територією України, а пасажири таким чином зможуть економити від 40 % до 10 % вартості квитка.
За 90-30 діб до дати відправлення поїзда знижка становить 40 %, за 29-25 діб — 30 %, за 24-15 діб — 10 %.
Вартість квитків підвищується за 4-2 дні до відправлення, вартість зростає на 10 %, а за 1 добу — на 15 %. При цьому знижка нараховується лише на плацкартну частину квитка та поширюється лише на вагони 1-го класу швидкісних поїздів «Інтерсіті+». При оформленні квитка «туди та назад» знижка нараховується на повну вартість квитка.

## Панорама

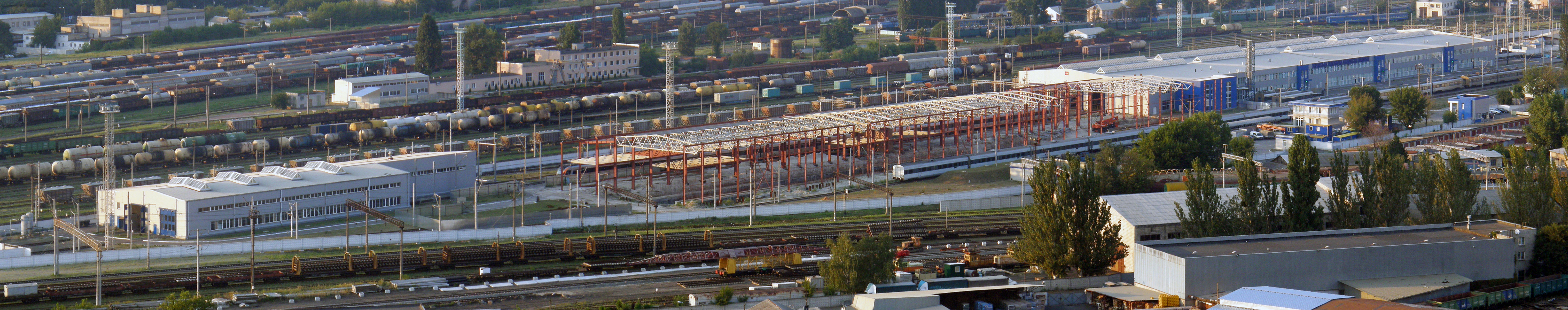
Єдине в Україні депо швидкісних поїздів на станції Дарниця

## Галерея

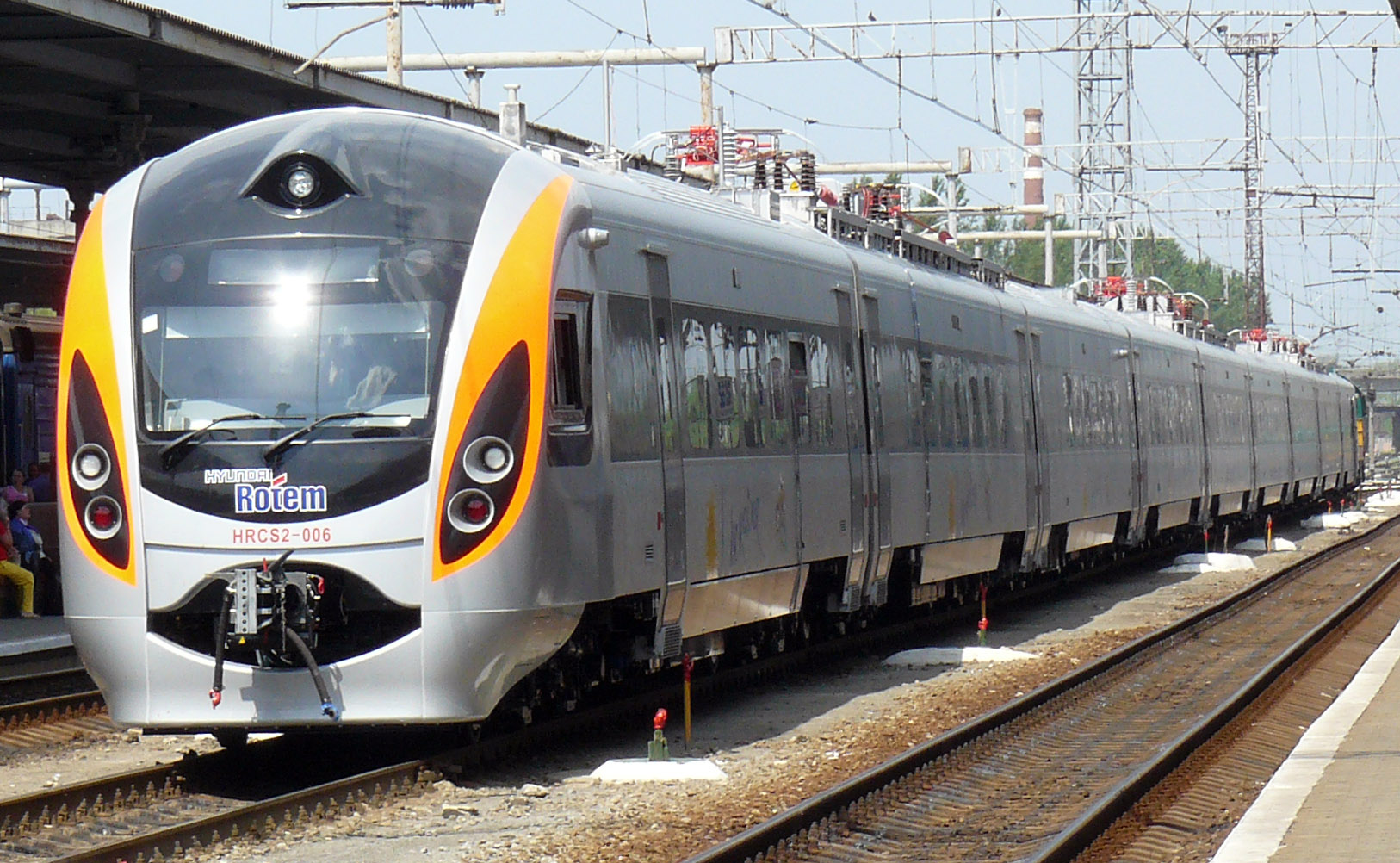
HRCS2-006 у Харкові
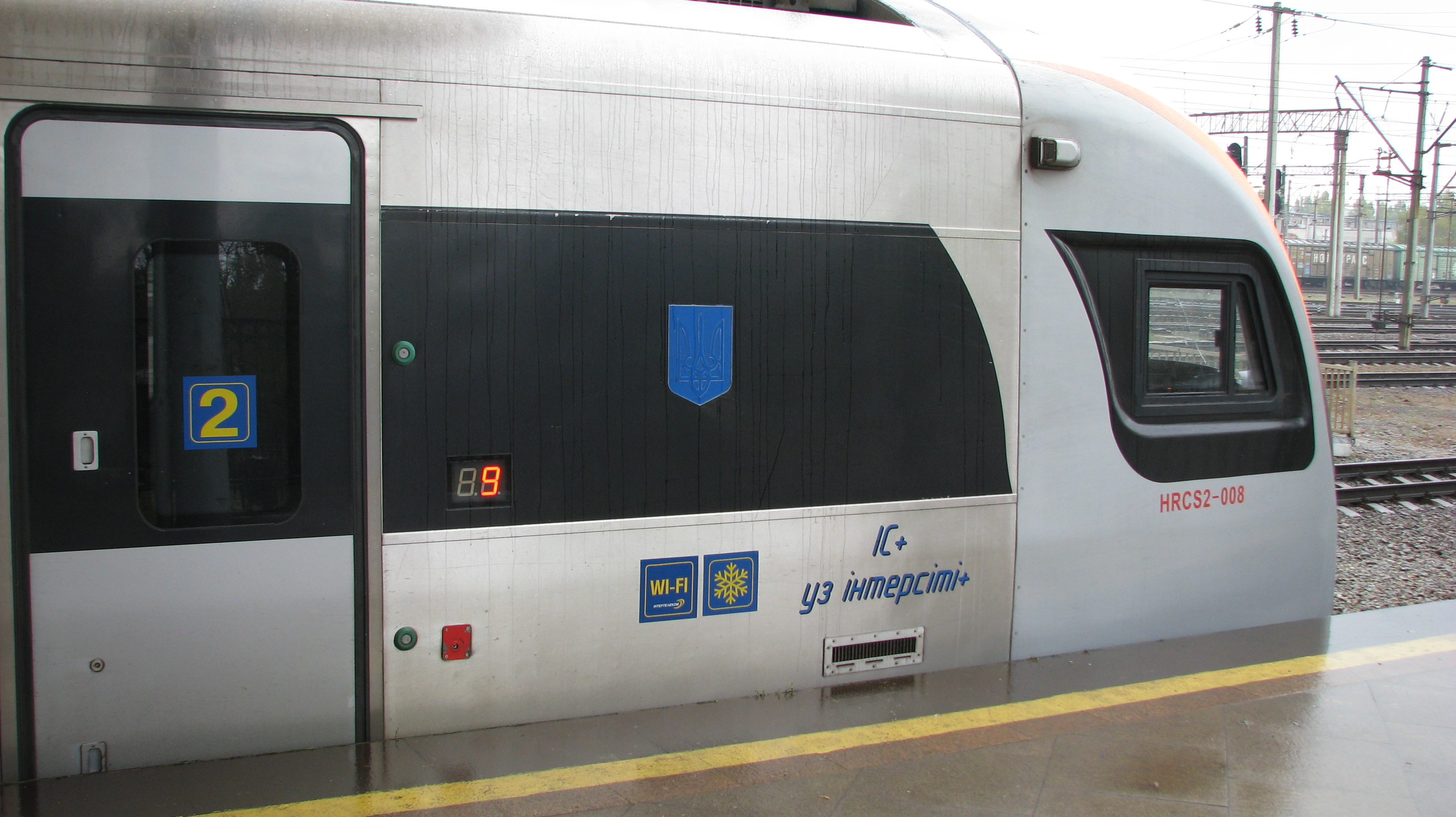
Перший вагон поїзда